# Jack Sears
Jack Sears, född 16 februari 1930 i Northampton, död den 7 augusti 2016 i Ashill var en brittisk racerförare.
Sears var tvåfaldig mästare i British Saloon Car Championship. Han vann även två klassegrar i Le Mans 24-timmars under 1960-talet. I början av 1990-talet var Sears ordförande för British Racing Drivers' Club.